# مارک چانگ
مارک چانگ (انگلیسی: Mark Chung؛ زادهٔ ۱۸ ژوئن ۱۹۷۰) یک بازیکن فوتبال اهل ایالات متحده آمریکا است.
وی همچنین در تیم ملی فوتبال ایالات متحده آمریکا بازی کرده است.